# 罗素环形山
罗素环形山（Russell）是月球正面位于风暴洋西部的一座大撞击坑残迹，其名称取自美国天文学家亨利·诺利斯·罗素(1877年-1957年)及英国画家兼月面学家约翰·罗素(John Russell，1745–1806)，1964年被国际天文学联合会批准接受。

## 描述

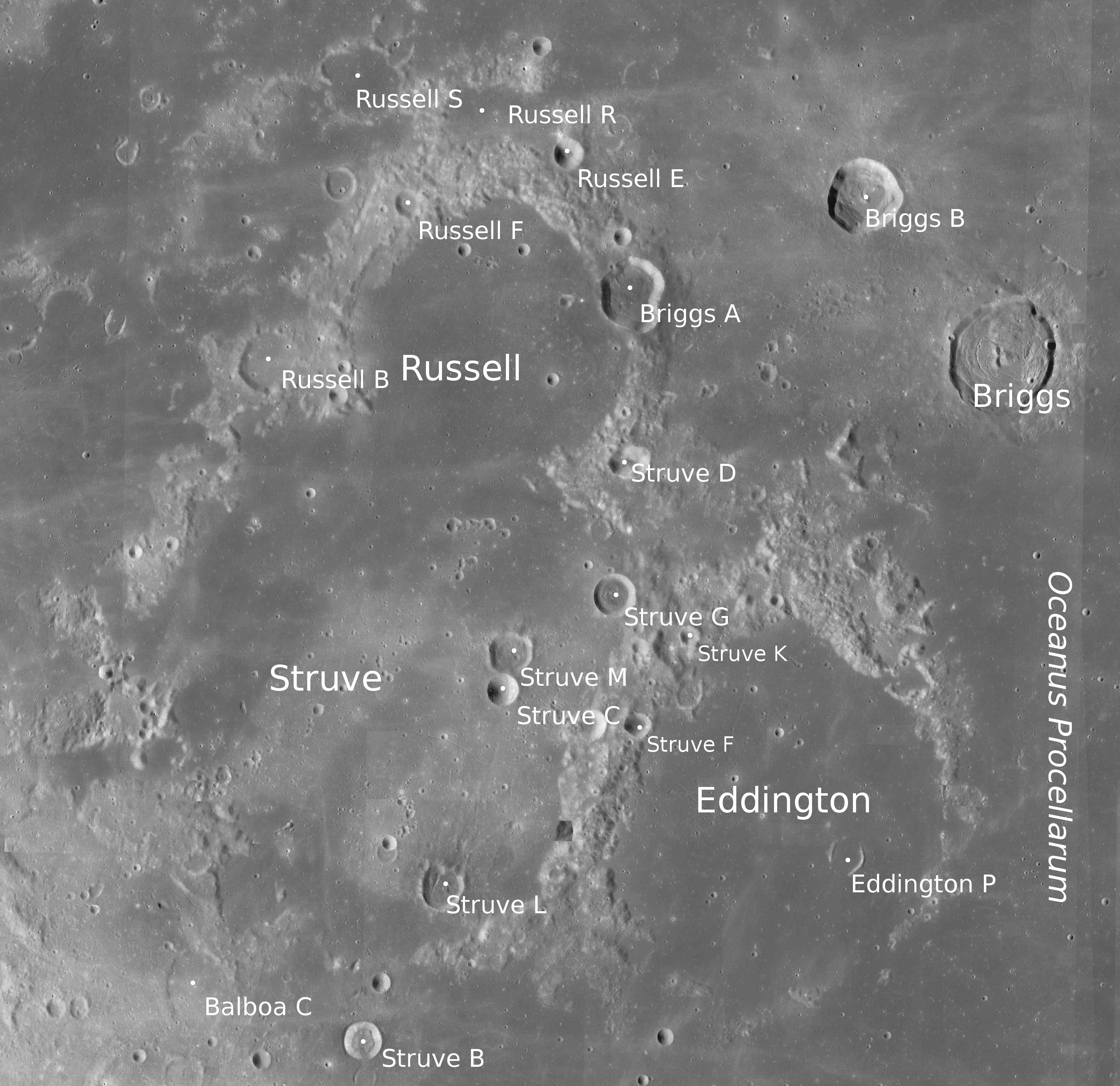
罗素环形山的周边，月球勘测轨道飞行器拍摄。

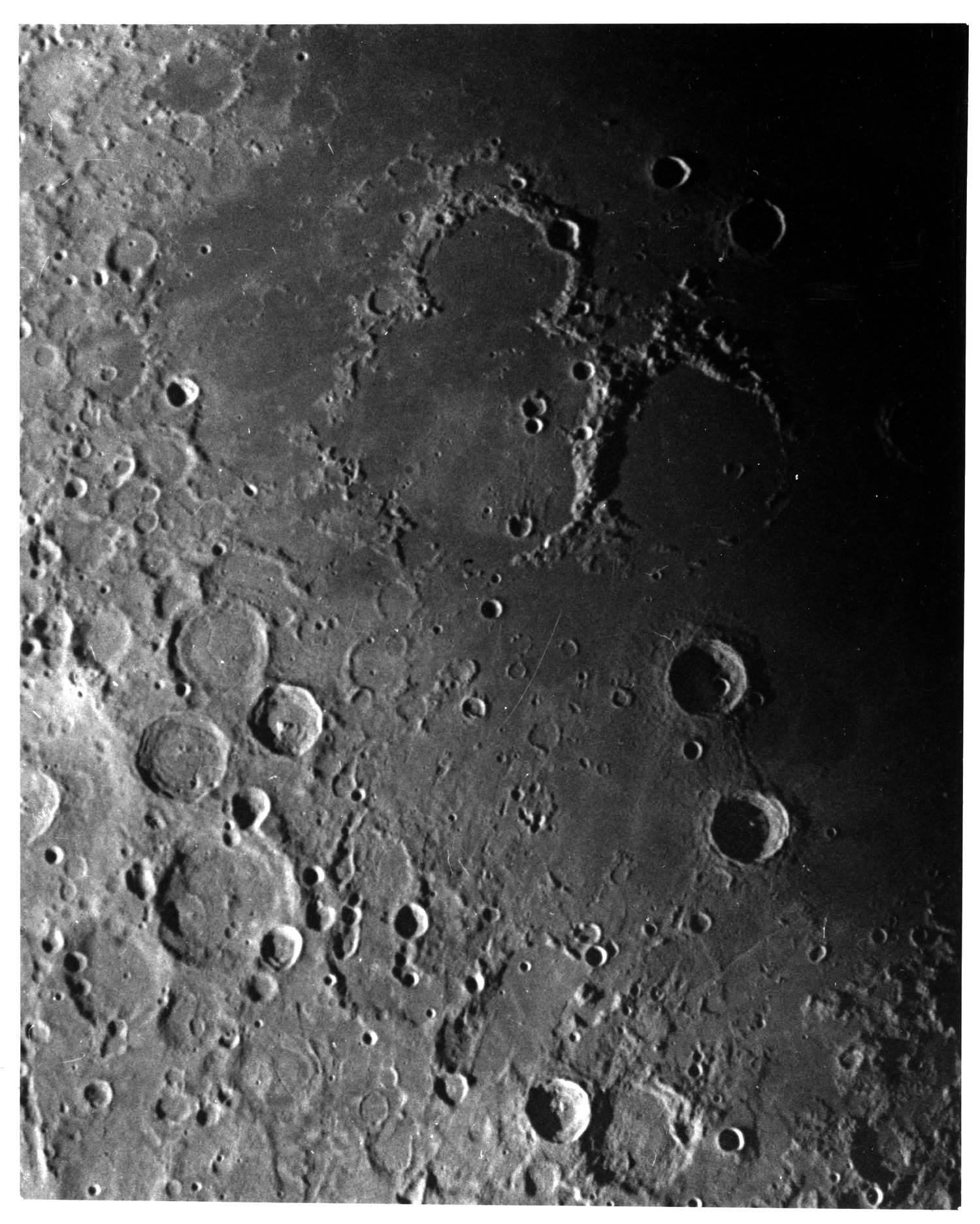
图中偏上为罗素环形山(上)、斯特鲁维环形山(下)和爱丁顿环形山(右)三者所组成的三联坑，苏联探测器7号拍摄。

该陨坑西北毗邻乌鲁贝格环形山、东侧靠近布里格斯陨石坑、西南偏南则部分重叠在已被熔岩淹没的斯特鲁维环形山坑壁上，而斯特鲁维环形山的东南又与也已被淹没的废墟坑-爱丁顿环形山相接壤。该陨坑中心月面坐标为26°31′N 75°33′W / 26.51°N 75.55°W，直径103.4公里，深度约0.85公里。
罗素环形山的坑壁已严重磨损，外形不规则。陨坑内部已被玄武岩熔岩淹没，只剩壁顶矗立在月表之上，沿坑壁分布有多座大小不同的撞击坑，其中最大的是坐落在东侧壁上的卫星坑"罗素 A"，南侧一道宽阔的裂口将它与斯特鲁维环形山连成一体，二者的坑壁共同构成了一个"8"字型的轮廓。残存的坑壁高出周边地形1500米，内部容积约有10719.96公里3。坑底表面较为平坦，除散布有数座细小的坑穴外，无中央峰及其它醒目的地貌结构。

在1964年被国际天文学联合会更名前，该陨坑有时被称作"奥托·斯特鲁维 A"，或被当作更大的斯特鲁维环形山的一部分。而东南的爱丁顿环形山，在旧的月面图中也曾被指名为"奥托·斯特鲁维 A"。

## 卫星陨石坑
按惯例，最靠近罗素环形山的卫星坑将在月图上以字母标注在它的中心点旁边。
| 罗素 | 纬度    | 经度    | 直径    |
| ---- | ------- | ------- | ------- |
| B    | 26.4° N | 78.2° W | 19 公里 |
| E    | 28.6° N | 74.5° W | 9 公里  |
| F    | 28.0° N | 76.4° W | 9 公里  |
| R    | 28.7° N | 75.3° W | 45 公里 |
| S    | 29.4° N | 77.1° W | 25 公里 |

## 另请参阅
- Andersson, L. E.; Whitaker, E. A. . NASA RP-1097. 1982.
- Blue, Jennifer. . USGS. July 25, 2007  [2007-08-05]. （原始内容存档于2018-12-25）.
- Bussey, B.; Spudis, P. . New York: Cambridge University Press. 2004. ISBN 978-0-521-81528-4.
- Cocks, Elijah E.; Cocks, Josiah C. . Tudor Publishers. 1995. ISBN 978-0-936389-27-1.
- McDowell, Jonathan. . Jonathan's Space Report. July 15, 2007  [2007-10-24]. （原始内容存档于2018-12-25）.
- Menzel, D. H.; Minnaert, M.; Levin, B.; Dollfus, A.; Bell, B. . Space Science Reviews. 1971, 12 (2): 136–186. Bibcode:1971SSRv...12..136M. doi:10.1007/BF00171763.
- Moore, Patrick. . Sterling Publishing Co. 2001. ISBN 978-0-304-35469-6.
- Price, Fred W. . Cambridge University Press. 1988. ISBN 978-0-521-33500-3.
- Rükl, Antonín. . Kalmbach Books. 1990. ISBN 978-0-913135-17-4.
- Webb, Rev. T. W.  6th revised. Dover. 1962. ISBN 978-0-486-20917-3.
- Whitaker, Ewen A. . Cambridge University Press. 1999. ISBN 978-0-521-62248-6.
- Wlasuk, Peter T. . Springer. 2000. ISBN 978-1-85233-193-1.